# Martînkivți, Horodok
Martînkivți (în ucraineană Мартинківці) este un sat în comuna Kurivka din raionul Horodok, regiunea Hmelnîțkîi, Ucraina.

## Demografie
Componența lingvistică a localității Martînkivți
     Ucraineană (100%)
Conform recensământului din 2001, toată populația localității Martînkivți era vorbitoare de ucraineană (100%).